# 川瀨健治
川瀨 健治（かわせ けんじ、1914年 - 1974年2月6日）は、日本の商工、通産官僚。

## 人物・経歴
旧制静岡中学、旧制静岡高校を経て、1937年、東京帝国大学法学部政治学科卒業。商工省入省。終戦直後、1945年8月27日、日本政府の対GHQ渉外機関として外務省に終戦連絡事務局が設立され、商工事務官を務めていた川瀬が出向。通商産業省に変わってからも様々な役職を経て、福岡通産局長に就任。1956年、熊本県で水俣病が発生し深刻となり、1959年11月、不知火海漁業紛争調停委員会が発足、寺本広作熊本県知事は通産省の意向を取り入れるために川瀬をオブザーバーに加えている。その後、東京通産局長に就任した。正四位。墓所は多磨霊園。

## 親族
父：川瀨光順（哲学者）